# کلوستریدیا
کلستریدیا (نام علمی: Clostridia) نام یک رده از شاخه فیرمیکوت‌ها است. از مهمترین سرده‌های این گروه می‌توان به کلوستریدیوم‌ها اشاره کرد. کلوستریدیاها باکتری‌هایی میله‌ای شکل ، گرم مثبت و بی‌هوازی اجباری هستند.

## برخی گونه ها
- کلوستریدیوم پرفرنژنس (قانقاریا, مسمومیت غذایی)
- انتروکولیت با غشای کاذب
- کلوستریدیوم تتانی (کزاز)
- کلوستریدیوم بوتولینوم (بوتولیسم)
- Clostridium acetobutylicum
- Clostridium haemolyticum
- Clostridium novyi
- Clostridium oedematiens